# Норман Шварцкопф
Генерал Хърбърт Норман Шварцкоф (на английски: Herbert Norman Schwarzkopf), известен и като Щурмуващия Норман (Stormin' Norman) и Мечката (The Bear), е генерал от Армията на САЩ, служил като командващ Коалиционните сили във Войната в Персийския залив през 1991 г.

## Ранен живот
Шварцкопф е роден в Трентън Ню Джърси на 22 август 1934 г. Син е на Рут Алис (родена Бауман) и Хербърт Норман Шварцкопф. Баща му служи в американската армия преди да стане суперинтендант в щатската полиция на Ню Джърси, където работи като главен следовател по случая с отвличането на сина на Чарлс Линдберг, но се връща на кариера в армията и достига чин генерал-майор. Връзката му с региона на Персийския залив започва много рано. През 1946 г., когато е на 12, той и останалата част от семейството му се присъединяват към баща му, стациониран в Техеран Иран, където баща му ще има главна роля в Операция Аякс, в крайна сметка формирайки тайната полиция на шаха SAVAK също така. Той учи в Техеран и Женева и завършва военната академия Вали Фордж.

### Войната в залива
През 1988 г. Шварцкопф е повишен в чин генерал и е назначен за главнокомандващ на Централното командване на САЩ, базирано в авиобазата МакДил в Тампа, Флорида, отговарящо по онова време за операции в Африканския рог, Близкия изток и Южна Азия. Шварцкопф подготвя подробен план за отбрана на петролните полета на Персийския залив срещу хипотетично нашествие от Ирак.
Планът за война в Ирак служи като основа за военната игра на USCENTCOM от 1990 г. Същия месец Ирак нахлува в Кувейт и планът на Шварцкопф има незабавно практическо приложение като основа за Операция Пустинен щит, отбраната на Саудитска Арабия. Като главнокомандващ Шварцкопф първоначално е загрижен, че операционните сили в театъра са недостатъчно снабдени и екипирани за голямомащабна операция в пустинна среда. По време на подготовката за Пустинна буря, като резултат на инициативи на ген. Шварцкопф се произвежда пустинния камуфлаж от 100% памучен поплин, за да се подобри комфорта на американски войници, опериращи в горещи сухи пустинни условия. Поръчани са 500 000 подобрени памучни униформи. Няколко месеца по-късно офанзивния операционен план на генерал Швацкопф, наречен Операция Пустинна буря (написан заедно с неговия заместник командир ген.-л. Кол Уолър и други от щаба му), е стратегията „лява кука“, която отива в Ирак зад иракските сили, окупирали Кувейт и получава широко признание, че довежда сухопътната война до завършек само за четири дни. Той е лично много видим по време на провеждането на войната, давайки чести пресконференции и е наречен „Stormin' Norman.“

## Политически поддръжки
Шварцкопф подкрепя президента Джордж У. Буш в неговото преизбиране през 2004 срещу кандидата на Демократическата партия Джон Кери, заявявайки „(Президентът Буш) е кандидатът, който е демонстрирал убеждението, необходимо, за да се победи тероризма. В контраст на устойчивата решителност да се победят нашите врагове, сенатор Кери има репутация от слабост, която не ми дава увереност в способността му да се бие и спечели Войната срещу терора.“ До декември 2004 обаче Шварцкопф става критичен към войната в ирал и министъра на отбраната Доналд Ръмсфелд. Шварцкопф подкрепя кандидата на Републиканската партия Джон МакКейн в президентските избори от 2008 г.
Умира на 27 декември 2012 г., в Тампа, Флорида, където живее като пенсионер.
- Ген. Шварцкопф, ген. Колин Пауъл (отляво) и Пол Улфовиц (дясно) слушат, докато министърът на отбраната Дик Чейни се обръща към репортери за войната в Залива през 1991 г.
- Джордж Х. У. Буш се вози на HMMWV с генерал Шварцкопф в Саудитска Арабия